# Carya hunanensis
Carya hunanensis är en valnötsväxtart som beskrevs av Wan Chun Cheng och R.H. Chang. Carya hunanensis ingår i släktet hickory, och familjen valnötsväxter. Inga underarter finns listade i Catalogue of Life.